# Archipel de L’Isle-aux-Grues

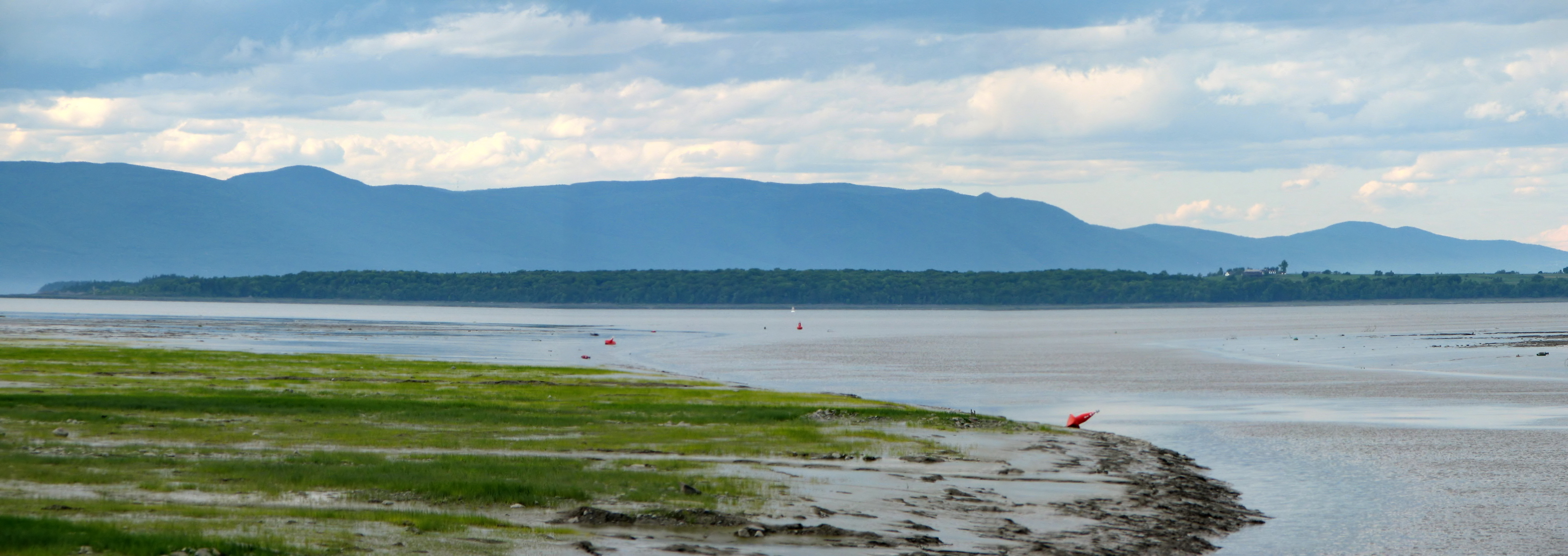
Île aux Grues

Archipel de L’Isle-aux-Grues (również Archipel de Montmagny) – archipelag 21 wysp w Kanadzie (prowincja Quebec) na Rzece Świętego Wawrzyńca znajdujących się na północny wschód od wyspy Île d’Orléans, w regionie administracyjnym Chaudière-Appalaches (poza dwoma, które znajdują się w regionie Capitale-Nationale).
Tylko wyspy Île aux Grues i Grosse Île są dostępne dla turystów, pozostałe wyspy są własnością prywatną. Wyspy archipelagu wchodzą w skład gminy Saint-Antoine-de-l’Isle-aux-Grues (MRC Montmagny), poza wyspami Île au Ruau i Île Madame, które wchodzą w skład gminy Saint-François-de-l’Île-d’Orléans (MRC L’Île-d’Orléans).

## Pochodzenie nazwy
Nazwa Archipel de L’Isle-aux-Grues (fr. „Archipelag wyspy Isle-aux-Grues”, gdzie isle to dawna pisownia słowa île) została zaczerpnięta od nazwy największej wyspy archipelagu, Île aux Grues (fr. „Wyspa Żurawi”). Nazwę tę nadali wyspie odkrywcy francuscy, którzy uważali, że widzieli żurawie na wybrzeżu wyspy. W rzeczywistości widzianymi przez nich ptakami były czaple, które do dziś można zobaczyć na wyspie.
Nazwa Archipel de Montmagny pochodzi od najbliższego od archipelagu większego miasta, Montmagny.

## Lista wysp

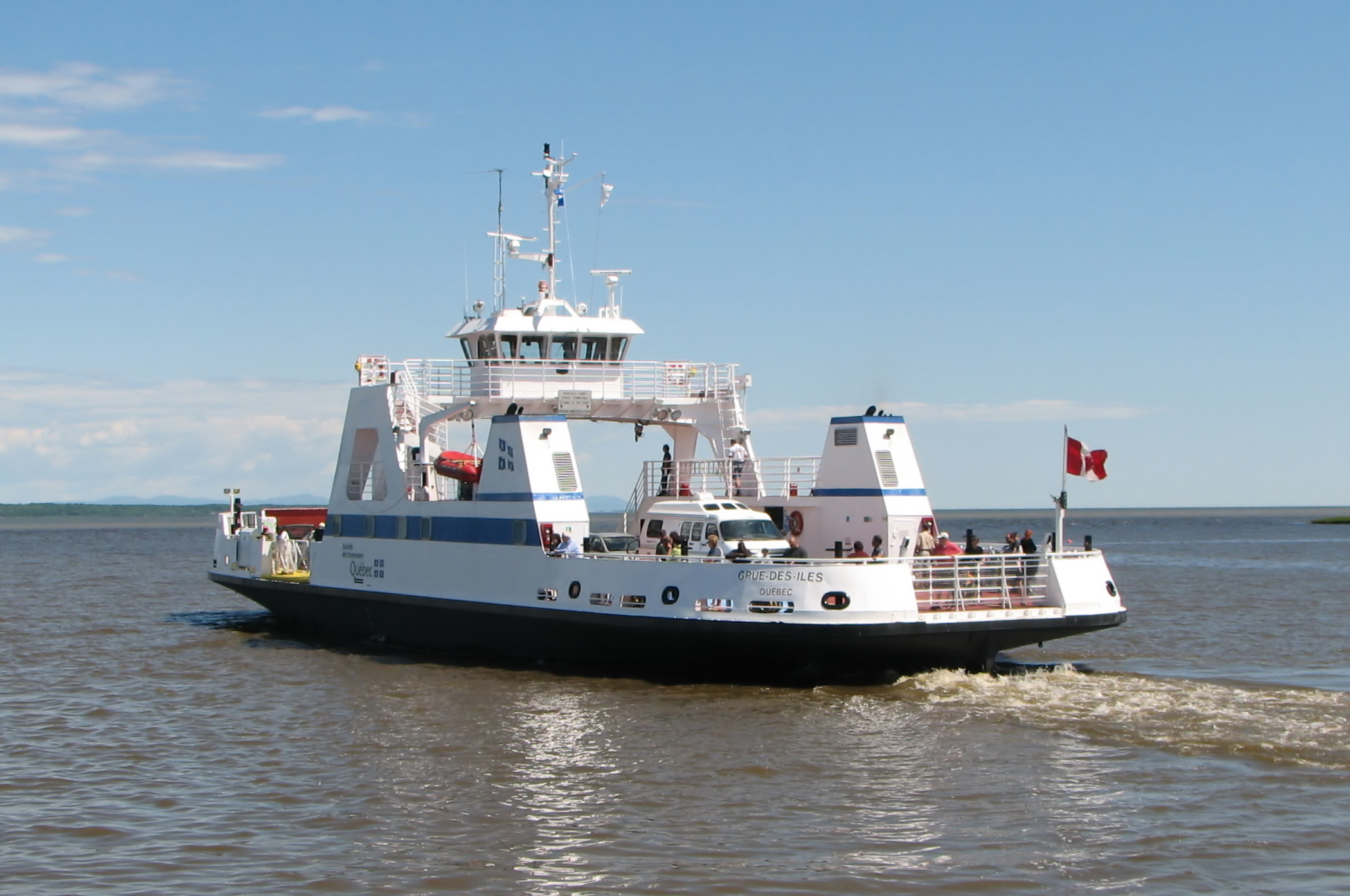
Prom Grue-des-Iles kursujący między miastem Montmagny a wyspą Île aux Grues

- Île aux Grues - główna i jedyna posiadająca stałych mieszkańców wyspa. Ma 7 km długości i 2 km szerokości. Między wyspą a stałym lądem (a konkretnie miastem Montmagny) kursuje prom (poza miesiącami zimowymi, kiedy rzeka jest zamarznięta; wyspa jest wtedy dostępna wyłącznie drogą lotniczą).
- Île aux Oies - prawie tak duża, jak Isle-aux-Grues, jest własności prywatną związku łowieckiego.
- Grosse-Île - przez długi czas służyła jako miejsce kwarantanny dla imigrantów, dziś należy do Narodowych Miejsc Historycznych Kanady.
- Sainte-Marguerite - również własność prywatna związku łowieckiego.
- Île au Canot
- Île Longue
- Île à Deux Têtes
- Patience
- Île la Sottise
- Gointon
- Île de la Corneille
- Île à Durand
- Île du Cheval
- Île Ronde
- Île au Ruau
- Madame
- Île du Calumet
- Île aux Canards
- Île à l'Oignon
- Îles aux Frères (tą nazwą określa się dwie wyspy)